# Крістоффер Вельде
Крістоффер Вельде (норв. Kristoffer Velde, нар. 9 вересня 1999, Гаугесунн, Норвегія) — норвезький футболіст, півзахисник грецького «Олімпіакоса».

## Ігрова кар'єра
Крістоффер Вельде народився у місті Гаугесунн. Грати у футбол починав у місцевих командах аматорського рівня. У 2015 році Вельде приєднався до молодіжної команди клубу «Гаугесун». У 2017 році Крістоффер дебютував у першій команді у турнірі Елітсерії.
У січні 2019 року Вельде був відправлений в оренду у клуб Першого дивізіону «Нест-Сетра». Але вже у квітні договір оренди був розірваний і футболіст повернувся до «Гаугесуна». У тому ж році Вельде разом з клубом брав участь у фінальному матчі Кубка Норвегії, де його команда поступилася «Вікінгу».

## Збірна
У 2019 році Крістоффер Вельде зіграв два матчі у складі юнацької збірної Норвегії (U-19).

## Особисте життя
У команді Крістоффер Вельде має прізвизько «Велдіньо».

## Титули і досягнення
- Чемпіон Польщі (1):

«Лех»: 2021-22
- Чемпіон Греції (1):

«Олімпіакос»: 2024-25
- Володар Кубка Греції (1):

«Олімпіакос»: 2024-25